# Cuphea pleiantha
Cuphea pleiantha là một loài thực vật có hoa trong họ Lythraceae. Loài này được Lourteig mô tả khoa học đầu tiên năm 1957.